# ゼルダの伝説 風のタクト
『ゼルダの伝説 風のタクト』（ゼルダのでんせつ かぜのタクト、英: The Legend of Zelda: The Wind Waker）は、2002年12月13日に任天堂より発売されたニンテンドー ゲームキューブ用アクションアドベンチャーゲーム。ゼルダの伝説シリーズの1つ。直接の続編に『ゼルダの伝説 夢幻の砂時計』がある。アメリカでは2003年3月24日、ヨーロッパでは2003年5月3日に発売。
2013年9月26日に映像がハイビジョンやワイド画面に対応し、ゲーム内容もチューニングした『ゼルダの伝説 風のタクト HD』がWii U専用ソフトとして発売された。以後断りがない場合はオリジナルのニンテンドーゲームキューブ版について述べる。

## システム
本作はゲームの基本的な要素という点においては、それまでのシリーズから大きな変化が加えられていない。つまり世界中を冒険するゲームスタイル、ダンジョンと謎解き、それらに付随して発生する副次的な冒険といった要素はシリーズに共通したものである。他にも、崖など飛び越えるべき場所に差し掛かると自動でジャンプするオートジャンプシステムや、対象物をロックオンする注目システムはNINTENDO 64版のシリーズで採用されたものである。何種類かの主要アイテムも定番のものが受け継がれている。
注目システム
L注目システムは『ゼルダの伝説 時のオカリナ』や『ムジュラの仮面』の「Z注目システム」に当たる、本作のアクションの根幹をなす仕組みである。プレイヤーはLトリガーボタンを押すことで、対象物をロックオンすることができる。これによって主人公が動き回っても任意の対象物に照準を合わせ続けることができる。
上記に示した従来の要素に加えて、いくつかの新しい要素が盛り込まれている。例えば、敵の攻撃を読み、隙をついてカウンター攻撃を仕掛けることができるようになる、敵が持っている武器を奪えるようになったなど。風の流れを操って謎を解く方法も新しい要素である。カギづめロープなどの新しいアイテムの導入もこれに当たる。
風のタクト
本作ではタイトル通り、風を操る指揮棒（タクト）を使って物語を進める。主人公は秘宝「風のタクト」と呼ばれる指揮棒を使うことで風向きを操ることができる。他にも風のタクトは決められたパターンに従って振ることで様々な効果を発揮する。この効果をうまく利用して謎を解いてゆく。『時のオカリナ』でいう「時の（妖精の）オカリナ」に近い存在。
ゲームボーイアドバンスとの連動
ゲームボーイアドバンス、あるいはゲームボーイアドバンスSPを、GBAケーブルを使ってニンテンドーゲームキューブに接続することで、主人公をサポートする協力プレイが可能になる。ニンテンドーゲームキューブとゲームボーイアドバンスの内容はリアルタイムで相互に作用しあう。
協力プレイヤーはゲームボーイアドバンスをモニターかつコントローラとして操作してメインプレイヤーを補助することができる。例えばゲーム上で様々なアイテムを販売したり、冒険のヒントを出したり、ゲームキューブに表示されるものより詳細な地図を見ることができたり、爆弾を落としたりといったことができる。
この連動はゲームを進める上で必ずしも必要なものではない。しかし、連動をすることで遊びの幅をより広げることができる。また、ゲーム進行に関係のないあるアイテムを収集するには連動が必要となる。プレイヤーが実際にゲームボーイアドバンスを持っていなかったり、接続できない場合にはこの機能を使用することができない。
『ニンテンドー ゲームキューブ Nintendo Classics』版ではこの連動機能は使用できない。

## 特徴と世界観

### シリーズ内の時代
シリーズ内の時間の流れとしては、『時のオカリナ』で大人リンクがガノンドロフを封印してから、数百年後の世界である。そのため、『時のオカリナ』でガノンドロフを封印したリンクが7年前に戻った時点から数か月後である『ムジュラの仮面』や、それから数百年後の世界である、『トワイライトプリンセス』とは異なる時間軸に存在することになる。詳しくはゼルダの伝説シリーズのシリーズ内の時代の流れの項や、ゼルダの伝説 トワイライトプリンセスの世界観の項を参照のこと。

### グラフィック
本作では「触れるアニメ」というコンセプトが根底に置かれている。本作は3DCGで作成されているが、トゥーンレンダリングと呼ばれる技法を用いており、例えば、「風」は空中を白線が流れてゆくことで表現され、「煙」は渦を巻くように、「炎」はなめるように動く。
キャラクター達は大幅にデフォルメされており、主人公のリンクはセリフをしゃべることはないが、豊かな表情を使い分けることで感情を表現している。また、彼の目は様々な物や人に反応する。例えば、リンクが走っている時などに彼の目が何かを追ったならば、それに対して何らかの働きかけを行うことができるかもしれないということを示している。
ゲーム内で用いられている遠近法は、遠方に存在するものすべてが見えているわけではなく、島が遠くにあるうちはシルエットで島影が映し出される。被写界深度は浅く設定されており、離れた場所にあるものはぼやけて見える。

### 音楽
主人公の置かれている状況に併せて曲が変化したり、BGMと効果音の境界を曖昧にするような工夫がなされている。たとえば、主人公の攻撃が敵に当たるのに合わせて、BGMのコード進行と連動したトゥッティによるヒット音が鳴る。ファントムガノン戦にもゲーム状況と連動的な音楽の典型的な例を見ることができる。

### 冒険の舞台
さらわれた妹を助けるため、そして世界を守るために主人公リンクが大海原へと旅に出る冒険物語。大海原とそこに点在する島々が冒険の舞台である。主人公は帆船に乗り、風を自在に操って冒険を進めてゆく。航海することになる大海原は非常に広大である。海は縦横7マスずつの格子状に区切られた海域に分けられ、その中に島が点在している。それぞれの島と海あるいは各海域どうしは、途切れることなく連続的な空間として表現されている。
また、島によってはダンジョンが存在する。ダンジョンはその多くが地下迷宮になっており、それも自然物であったり人工の建造物であったりと、種類は様々である。本作の迷宮の構造の特徴として、高低差が大きく起伏に富んだ設計となっており、また迷宮の一部が屋外まで連続して存在することがある。ダンジョンでは怪物と戦いながら用意された仕掛けや謎を解き、迷宮を攻略することが主人公の目的となる。

### あらすじ
プロロ島の少年リンクはある日、今日が自分の誕生日であることを妹のアリルから知らされる。その後、自宅で待っていたおばあちゃんから緑の衣を渡されたリンクはプロロ島の風習に従ってその衣に着替える。
再び外に出たリンクはアリルから誕生日プレゼントとして望遠鏡を貸してもらいそれで外を覗いてみた。その時巨大な怪鳥に捕まった少女を目撃する。怪鳥は海賊船からの砲撃を受け少女を放し、彼女は島にある森へ落下。リンクは心配になり少女を探しに行くが、幸い彼女は無事であった。
彼女は海賊の長テトラで「耳の長い娘」を狙う大怪島ジークロックによって、どこかへ連れ去られそうになったのだという。その後リンクがテトラと迎えの部下達と共に森を出るとアリルが迎えに来ていた。ところがそこへジークロックが再び襲い掛かってきた。
ジークロックはテトラではなく今度はアリルを攫って行ってしまう。リンクはテトラに頼んで海賊船に乗せて貰い、アリルが連れ去られた先である魔獣島へ侵入する。
神話
以下は、本作品のオープニングで流れる神話のハイラル文字を訳したものである。
　その昔、神々の力が宿るといわれた王国があった。大地の恵み豊かなこの土地に暮らす民は、ハイリア人と呼ばれ、神々の声を聴くと伝えられる。彼ら平原の民に加えて、山の民、ゴロン、水の民、ゾーラ、砂漠の民、ゲルド、森の民、コキリがそれぞれ独自の営みを送っていた。豊かなるこの土地にも、破滅の足音が忍び寄りつつあった。
　神の力を手に入れた悪しき者によって、邪悪がこの土地を包み込み、美しかった大地も滅びかけていったその時であった。
　緑の衣をまといし者、何処（いずこ）ともなく現れ、神の力授かりて、死闘の末、悪しき力を打ち破りて、彼の地に平穏を取り戻す。
　時を超え現れしこの者は時の勇者と呼ばれ、王国においての伝説となりて伝わる。それからしばらくののち、平穏の戻ったかに思われた王国に、再び暗雲が垂れ込めた。勇者の働きにより、永遠に封じられたと思われていた悪しき力を持つ者が、なにゆえか再び復活を遂げた。
　民どもは伝説の勇者が再び現れることを待ち望んだが、時の流れを旅して国を後にした勇者はついに現れなかった。守る者のいない王国で邪悪が王宮にまで迫ったとき、民どもは祈りをささげ、彼の地の運命を神の手に委ねることとした。
　長い時を経た今、この物語を伝え聞く者たちは伝説の勇者になぞらえて、男の子が成長した時、その祝いとして緑の衣を着せるようになったという。「緑の衣まといし者、光放つ剣を持ちて、邪気を消し去る」伝説の勇者にも負けない、立派な人に育ってほしいと、願いを託して。

## 登場キャラクター

### 主要人物
リンク (Link)（声：松本さち）
本作の主人公。「時の勇者」の生まれ変わりで、プロロ島に住む12歳の少年。妹アリルと祖母の三人暮らしで、家族を大切に思っている。プロロ島では男の子の成長を祝って勇者の衣である緑の服を着せるという風習があるためにそれに習って12歳の誕生日に緑の服を着ていた。その日にアリルが怪鳥ジークロックにさらわれてしまい、海賊の頭であるテトラに頼んで妹を助けるために魔獣島に向かって旅立ったが、妹を助けるための旅がいつしか世界の命運に関わる旅へとなっていく。その後、時の勇者が所持していた「勇気のトライフォース」の持ち主として、風と共に大海原を駆け巡った事から「風の勇者」となってガノンドロフとの最終決戦に挑み、見事にガノンドロフを倒す。その後のエンディングでは新天地を目指すためにテトラ達と共に旅に出る。
テトラ (Tetra) / ゼルダ姫 (Princess Zelda)（声：橘ひかり）
海賊団の頭で、強気且つ男勝りな少女だが、実ははるか大昔に滅びた伝説の王国ハイラルの王家の直系の子孫にして当代のゼルダ姫である。
気が強いが、心優しい性格である。また、伝説の王国に関心があり、伝説の剣マスターソードを持つ者を探している。耳の長い娘をさらっていた怪鳥ジークロックにさらわれてプロロ島の森に落ちたことがきっかけでリンクと出会い、アリルが自分と間違われてさらわれてしまったことに負い目を感じ、リンクを船に乗せることを許可した。その後もリンクに何かと協力したりするが、前述の事に関して本人はガノンやハイラル王に告げられるまでその事実を知らず、後に亡き母から受け継いだ「知恵のトライフォース」の欠片とハイラル王が持っていた欠片が合わさったことで出来た「知恵のトライフォース」が自身に宿り、ゼルダ姫として覚醒した。その後はガノンドロフから身を隠す為にハイラル城の地下に身を潜めていたが、リンクが風の勇者となってハイラル城に戻ってきた時は既にガノンドロフに見つかってさらわれてしまう。その後、最終決戦ではリンクが持っていた勇者の弓と光の矢を借り、リンクをサポートして共にガノンドロフを倒す。その後のエンディングではリンクと共に海の上に帰ると同時にテトラの姿に戻り、最後は新天地を目指すために彼や子分達と共に旅に出る。
ガノンドロフ (Ganondorf)（声：長嶝高士）
かつて時の勇者と七賢者の手によって封印された魔王。長い時を経たためか、『時のオカリナ』の時に比べて威厳に満ちた落ち着いた雰囲気があり、またハイラルを手に入れようとした理由や時を越えてなお断ち切れることのない「リンク」や「ゼルダ姫」との縁に対して複雑な思いを語っている。ハイラルを求めて理由に関しては「砂漠の熱風は死を運ぶ。だがハイラルの風は違うものを運ぶ。ワシはこの風がほしかったのかもしれぬ」と語る。「力のトライフォース」を所持したまま封印されたが、やがて復活を果たし、時の勇者が現れなかったハイラルを今度こそ手中に収めようとしたが、民の願いを聞き入れた神によってハイラルごと封印される。しかし、長い時を経て封印が弱まったことで再復活を果たすと、魔獣島の主として君臨し、「知恵のトライフォース」を受け継いでいるはずのゼルダ姫を探していた。その後は全てのトライフォースを手に入れるが、ハイラル王が先にトライフォースに触れたことで自身の願いが叶う事はなく失敗に終わる。その後、リンクとゼルダ姫がトライフォースに相応しいのか見極めるべく最後の戦いを挑む。死闘の末にリンクのマスターソードによって額を貫かれて石となり、最後は沈みゆくハイラルと共に眠りについた。敗れはしたもののこの結末には一抹の満足を得ていたようで、最後に浮かべた表情は安らかなものだった。
赤獅子の王 (King of Red Lions)（声：丸山詠二）
リンクと共に旅をする喋る船だが、正体はハイラル王である。魔獣島でリンクがジークロックに放り出された時に彼を助け、アリルを救うために必要な物を手に入れるために彼の旅を導く。
ハイラル王 (King Hyrule)（声：丸山詠二）
本名ダフネス・ノハンセン・ハイラル。伝説の王国ハイラルの最後の王で、テトラ（ゼルダ姫）の先祖。神の命によって赤獅子の王として新たな勇者となるに相応しい人物を探し続けていたが、後にリンクを助けて彼の旅を導く。その後、トライフォースが完成した時にはガノンドロフよりも先にトライフォースに触れ、リンクとゼルダ姫の光り輝く未来を願い、そして滅びてもなお海の底に眠り続けるハイラルを完全に消し去るよう願う。ガノンドロフを倒した後はリンクやゼルダ姫に希望に向って生きてほしいと語り、最後は海の上に戻っていく二人を見つめながらハイラルと共に永遠の眠りについた。
チンクル (Tingle)（声優：宮田浩徳）
自分を妖精だと信じている中年の男（フィギュアの説明では35歳らしい）。トライフォースの地図を解読してくれるが、マップ1つの解読料は398ルピーと高価である。また、妖精探しの旅の資金集めをしているらしく、金には少々汚い部分もある。ゲームボーイアドバンスとの連動時はボムやチンケルでリンクをサポートする。また、トライフォースの地図を解読する時は「チンクル　チンクル　クルリンパ！！」と言う。
時の勇者 (Hero of Time)
かつて王国を危機に陥れた「悪しき者」を封印したとされる伝説の緑衣の勇者。『時のオカリナ』の主人公であるリンクのこと。
マスターソードの力で本来の時代から7年後の未来の世界にわたり、未来のゼルダ姫らと共にガノンドロフを封印したのちに元の世界に帰還した。

### 海賊テトラ一家
ゴンゾ (Gonzo)
テトラ一家のリーダー的存在で、大きな体つきにワル知恵がよく働く短気な男。先祖はゼルダ姫を守護する親衛隊の一員らしく、ハイラル城に飾られている写真にそっくりな人物がいる。
セネカ (Senza)
髭が特徴的な巨漢。海賊船の整備を担当しており、また趣味はトークである。先祖はゼルダ姫を守護する親衛隊の一員らしく、ハイラル城に飾られている写真にそっくりな人物がいる。
ナッジ (Nudge)
オカマ口調の男。主にテトラの身の回りを世話しており、また特技は裁縫であるが、実はゴンゾより力持ちである。先祖はゼルダ姫を守護する親衛隊の一員らしく、ハイラル城に飾られている写真にそっくりな人物がいる。
ズコ (Zuko)
テトラ一家の無口な見張り番。1キロ先の看板の字も読めるぐらい視力がズバ抜けている。先祖はゼルダ姫を守護する親衛隊の一員らしく、ハイラル城に飾られている写真にそっくりな人物がいる。
モッコ (Mako)
眼鏡をかけているテトラ一家の知恵者。普段は大人しいが、眼鏡を取ろうとすると凄まじい勢いで怒る。また、分厚い本の中にはナイフが隠されているという噂がある。先祖はゼルダ姫を守護する親衛隊の一員らしく、ハイラル城に飾られている写真にそっくりな人物がいる。
ニコ (Niko)
テトラ一家の下っ端。陽気な性格である。リンクが魔獣島に行くために海賊船に乗った時には自らアニキを名乗って課題を出してくる。先祖はゼルダ姫を守護する親衛隊の一員らしく、ハイラル城に飾られている写真にそっくりな人物がいる。

### プロロ島
アリル (Aryll)（声：松本さち）
リンクの妹。心優しい性格で、家族想いである。また、カモメの絵がついた望遠鏡が宝物で、兄のリンクの誕生日に一日だけ貸してくれる。長い耳をもつため海賊テトラと間違えられてジークロックにさらわれてしまい、魔獣島に幽閉されてしまう。以降はエンディングまで登場せず、海賊たちに助けられたことでリンクと再会する。
おばあちゃん
リンクとアリルの祖母。家族想いの優しい性格である。アリルを救うためにリンクが旅立った後は具合が悪くなってしまうが、帰郷したリンクが連れてきた妖精によって回復する。その後はリンクの大好物である特製スープを作ってくれる。
青ジイ (Sturgeon)
非常に物知りな老人。真面目で、神経質だが、若い頃は弟の赤シャチと共に剣士の道を志していた。リンクがプロロ島に戻って来た時にはリンクのおばあちゃんの病を治す方法を教える。
赤シャチ (Orca)
プロロ島で唯一剣術の心得がある漁師。若い頃は剣士を志していたが、怪我で断念して漁師となった。テトラを助けに向かおうとしたリンクに剣術を教え、勇者の剣を渡す。
チャツボ (Sue-Belle)
青ジイの孫娘。頭の上にいつも大切なツボを乗せて水汲みをしている。タウラ島で育ったが、祖父が心配で今はプロロ島に暮らしている。
ロースおばさん
夫婦でブタを飼育している女性。嘘をつくと笑ってごまかす癖がある。
アブリおじさん
ロースおばさんの夫。ロースおばさんとは若い頃に出会って一目惚れし、口説き続けた末に恋に落ちた。
ジョエル&ヂル
ロースおばさんとアブリおじさんの息子。兄のジョエルはリンクに憧れており、弟のヂルは好奇心旺盛で思った事をすぐ口に出してしまう癖がある。
マサオ
プロロ島に住む青年。のんびり屋で、マイペースな性格であるため、雑草だらけの畑をいつも草刈りをしている。
ジャブー (Jabun)
水の精霊。巨大なナマズとアンコウを合わせたような姿をしており、ハイリア語しか話す事が出来ない。以前は魚の島に住んでいたが、ガノンの侵攻を察知して魚の島の襲撃前に逃げ出し、プロロ島に避難してきた。

### タウラ島
ムール
タウラ島に住む金持ちのお嬢様。長い耳を持つ為にジークロックにさらわれ、魔獣島に監禁されていたが、後にリンクと海賊達に救出される。
ムールの父
ムールの父親。趣味はクタニ焼きの壺集めである。元々は金持ちであったが、娘が帰って来てからは生活が一気に貧しくなってしまう。
マギー
ムールと共に魔獣島に囚われていた貧しい少女。恋とロマンスが好きで、好きな男性のタイプは野獣のような人である。リンク達に救出されてタウラ島に戻って来た後は持っていたドクロの首飾りのおかげで一気に金持ちになった。
マギーの父
マギーの父親。タウラ島で一番の貧乏だったが、娘が持ち帰ったドクロの首飾りのおかげで金持ちになる。
ミセス・マリー
タウラ島で20年間教師をしているという女性。幸せのペンダントが好きである。
キラービー
イワン、チン、ジャン、ジュン・ロベルトの4人で結成された少年グループ。リンクにかくれんぼを持ちかけて来る。
スズナリ
露店を営んでいる防寒着を着た男性。防寒着は母の形見のようでどの季節でも肌身離さず着ている。
ドク・ヴァンダム
チュチュの研究と薬の開発に明け暮れているクスリ屋。
ゲンゾー
写し絵師。リンクに写し絵の箱をくれる。

### 竜の島
オドリー (Quill)
プロロ島を担当するリト族のポストマン。義理固い性格で、仲間達からも信頼されている。仕事でプロロ島に来ていた時にアリルがジークロックにさらわれた事件に遭遇し、テトラにリンクに協力するよう進言した。その後も旅の先々でリンクを助ける。
メドリ (Medli)
竜の島に住むリト族の娘で、空の精霊ヴァルーのお付きだが、実はゾーラ族の賢者ラルトの子孫である。今の竜の島の住民の中では唯一ヴァルーの言葉がわかるが、羽があるのに飛ぶのが苦手である。大地の賢者として目覚めたことがきっかけでリンクの持つマスターソードの退魔の力を蘇らせることに尽力する。その後、マスターソードへの祈りを捧げるために大地の神殿に残るが、エンディング前にはマコレと共に姿を見せている。
コモリ (Komali)
リト族の長である親方様の息子。祖母は先代のヴァルーのお付きであるため、彼女がかつてヴァルーから授かったディンの神珠を宝物として大事に持っている。羽を授かる年になったのだが、気が弱い故に暴れているヴァルーを見て悲観的になってしまう。しかし、ヴァルーの怒りを填めたリンクの勇敢さを見て自ら閉じこもっていた殻を脱するためにディンの神珠をリンクに託すと共に羽を授かるためにヴァルーの元へと向かう決意をし、更にストーリー後半では成長した姿が見受けられる。
親方様
リト族の現在のリーダーで、コモリの父親。厳しい所もあるが、内心では息子の事で悩む事もある。
ヴァルー (Valoo)
空の精霊で、竜の島の頂上に居座っている巨大な竜。リト族の守り神のような存在であるためにリト族は鱗を貰うことによって翼が生えて空を飛ぶことができるようになる。リンクが竜の島に上陸した時は何者かによって尻尾にいたずらをされており、正気を失っていた。
ラルト (Laruto)
先代の大地の賢者であるゾーラ族の女性で、メドリの先祖。演奏ではハープを奏でる。大地の神殿でマスターソードへの祈りを捧げていたが、その時にガノンドロフに襲われて殺されてしまう。

### 森の島
マコレ (Makar)
森の島に住むコログ族の子で、年に一度の儀式の伴奏者だが、実はコキリ族の賢者フォドの子孫である。風の賢者として目覚めたことがきっかけでリンクの持つマスターソードの退魔の力を蘇らせることに尽力する。その後、マスターソードへの祈りを捧げるために風の神殿に残るが、エンディング前にはメドリと共に姿を見せていた。
ニヤト
森の島でクスリ屋を開いているコログ族。
ウォルナ、ラブラ、オーク、バーチ、アルダ、セルチ、エルム、ラミン
マコレやニヤトと同じコログ族。儀式の後森を育てに世界各地へ飛んで種を植える活動を始める。
デクの樹 (Great Deku Tree)
大地の精霊で、森の島の内部に生えている大木の森の守り神だが、正体は「時のオカリナ」のデクの樹の子供である。他の精霊と異なり、ハイリア語だけでなく普通の言葉も喋れる。
フォド (Fado)
先代の風の賢者であるコキリ族の男性で、マコレの先祖。演奏ではバイオリンを奏でる。風の神殿でマスターソードへの祈りを捧げていたが、その時にガノンドロフに襲われて殺されてしまう。
ツクルハジメ
森の島でニテン堂と言う店を営んでいるフィギュアの造型師。写し絵を渡すとその写し絵の人物のフィギュアを作ってくれる。
マニー・A
ニテン堂にいるフィギュアが大好きな青年。元々はタウラ島に住んでいた。

### 種族
ハイリア人
長い耳が特徴的である伝説の王国ハイラルに存在していた種族。大昔に王国が滅びる時に高い山々に避難して生き残った者達もおり、長い耳はハイリア人の血を引く証である。現在は王国が滅びてから長い時を経たためか、混血が進んで世界全体のハイリア人の血は薄くなっている。
リト族
鳥のような姿をした種族。竜の島に住み、海の郵便事業を営んでいる。元々リト族には羽はないが、ある一定の年齢に達するとリト族の守る精霊ヴァルーからウロコを授かり、羽を生やすことができる。また、彼等の先祖は水の民ゾーラ族である。
コログ族
木々のような体をした小さな種族。森の島に住んでいる。年に一度の儀式でデクの樹が木の実を生やし、コログ達はそれらを持って海へと旅に出て育てまた森の島に戻ってくる。また、彼等の先祖は森の民コキリ族である。
ゴロン族
元々は山の民だった種族。永い時を経てもなおその岩のような外見は変わっていないが、ゴロン独特の訛りが消え、若干であるが知的な面も見られるようになった。また、ゲーム内ではゴロン族の集落というものは見られず、海を渡り歩く商人のゴロン族が少数登場するのみである。

### 敵キャラクター
ボコブリン (Bokoblin)
至るところに生息する子鬼。青色、赤色、緑色の3種が存在する。いずれもバクダンを持って近づくと逃げ惑う。
ボコブリン（青）
ボコの棒やナタで攻撃してくる。武器を失うと攻撃方法が体術に変わる。
ボコブリン（緑）
武器と盾を装備した中ボスクラスのボコブリン。青色と同様に、武器を失うと体術で攻撃してくるようになる。盾を奪い取ることはできない。ガノン城のとある隠し部屋では大量に出現する。
ボコブリン（赤）
海上のやぐらやいかだの上で見張りをしている。武器の代わりに望遠鏡を持っており、体術で戦う。

モリブリン (Moblin)
魔獣島などに出現する大型の魔物。リーチの長い槍で攻撃し、槍を失うと強力な鉄拳攻撃を仕掛けて槍を取り戻そうとする。赤色と青色の2種類が存在し、赤色はカンテラを持っている。リアクションが非常に多く、プレイヤーの操作によっては同士討ちになって倒すことができたりと、どことなく憎めない敵キャラである。ジークロックが拐った娘の一人であるマギーと仲良くなった「モ」という個体もいる。
タートナック (Darknut)
兜と鎧で防御力を高めた大型の魔物。色の違いを除いて、盾無し、盾有り、マント有りの3種類が存在する。いずれも兜もしくは鎧があるうちはダメージを与えられないため、まずは特殊攻撃などでそれらを取り除く必要がある。鎧を失うと動きが素早くなり、通常の斬撃に加えて強力なジャンプ斬りを仕掛けてくるようになる。
回転斬りをすると、同じように回転斬りを繰り出す。また、大剣を落とすと、それにこだわらず、落ちているものなら他人の武器（モリブリンの槍やボコブリンの大ナタ、ボコの棒など）であっても構わず拾って使用する。
タートナック（盾無し）
神の島などに出現する、最も弱いタイプ。
タートナック（盾有り）
盾を装備しているためにむやみな攻撃が当たりにくくなったタートナック。ボコブリン（緑）同様、盾を奪い取ることはできない。
タートナック（マント有り）
マントを斬るか燃やさないと鎧を剥がせない強敵。

オクタロック (Octorok)
タコのような魔物。池や川に住むものと、海に住むものの2種類が存在する。前者は石、後者はバクダンを吐いて攻撃する。いずれも飛び道具が有効。
チュチュ（Chuchu）
いたるところに生息するゼリー状の魔物。体を縮めたのち、ジャンプして体当たりしてくる。倒すと落とすチュチュゼリーはクスリの材料になる。赤色、青色、緑色、黄色、黒色の5種類が存在し、そのうち黄色と青色は電気を帯びており、むやみに攻撃するとダメージを受ける。また、黒色はほぼ全ての攻撃を無効化するが、光に照らされると石化するという弱点を持つ。
カーゴロック (Kargoroc)
大型の鳥のような魔物。独特な鳴き声を発するため、存在を把握しやすい。リンクだけでなく、ヒョイの実で操るカモメにも襲いかかってくる。
マグテイル (Magtail)
大きな顎を持つ、一つ目のムカデのような魔物。ダメージを与えたり水を浴びせるとダンゴムシのように丸まり、持ち運ぶことができるようになる。溶岩に落ちると体力が回復してしまう。
スタルフォス (Stalfos)
棍棒を所持したガイコツ。動きは緩慢だが強力な攻撃を仕掛けてくる。棍棒をリンクに奪われてしまうと体の骨でリンクを攻撃し、棍棒を手放させるといった芸当も行う。攻撃して体をバラバラにしても、頭部が破壊されない限り何度でも再生する。
キース (Keese)
コウモリ。火に触れると「ファイアキース」となってパワーアップする。
ファイアキース
炎を纏ったキース。触れると火だるまにされる。火山島の内部では大量に出現する。
グース (Rat)
ネズミ。リンクが近づくと巣穴から出て来る。ルピーが好きで、体当たりをくらわせてリンクからルピーをかすめ盗ろうとする。穴の前にエサをまくと、出て来てエサやクスリを売ってくれる。ただし、値段が通常よりもかなり高い。
ボムチュウ
バクダンを投げつけてくるグース。魔獣島などに出現する。
ボコババ (Boko Baba)
巨大な人食い植物。丸呑みにされると少しずつライフを奪われていってしまう。茎がボコの棒であり、倒すと手に入る。魔法の植物「ブイババ」に擬態しているようであり、中には倒すとブイババに変化する個体も存在する。
倒すと落とす種は青いチュチュゼリーと同様に、青いクスリの材料として使える。
ガモース (Mothula)
一つ目の巨大なガ。翅無しと翅有りの2種類が存在する。翅有りは中ボスクラスで、空中を飛び回りながら強力な体当たり攻撃を仕掛けてくる。いずれもモースを生み出す能力を持つ。
モース
一つ目のウニのようなモンスター。リンクにまとわりつき、動きを鈍らせる。回転斬りや回転アタックで振り払うことが可能。ニテン堂のフィギュアの解説によるとガモースの幼虫とのこと。
ピーハット (Peahat)
プロペラのようなもので空中を飛行する魔物。プロペラが機能しているうちは剣が通用しないので、剣で倒すならデクの葉で麻痺させるか、ブーメランでプロペラを切断してから攻撃しよう。
ウィズローブ (Wizzrobe)
鳥人のような姿の魔法使い。炎を飛ばして攻撃するものと、雑魚敵を召喚するものの2種類が存在する。雑魚敵を召喚するものが上位種であり、召喚されたザコ敵が1体でも残っていると炎の攻撃に切り替える。七星島の海上やぐらでは白色の個体が登場する。
ウィズローブ（中ボス）
タートナックやウィズローブ（召喚）など、強力な魔物を召喚する。
バブル（Bubble）
炎に包まれた頭蓋骨。赤い炎を纏った赤バブルと、青い炎を纏った青バブルの2種類が存在する。青バブルに関しては、炎を纏っているうちは剣や矢が通用せず、さらに、リンクが触れると一定時間剣が抜けなる。
アモス (Armos)
動く石像。背中のコアを破壊しない限り倒せない。目の部分を矢で射抜くとしばらく動きが停止する。
デグアモス
巨大な石像の魔物。口を開けた時にバクダンを投げ込むことで倒すことができる。
プチブリン (Miniblin)
フォークのような武器を持ったサルと子悪魔が合体したような姿の魔物。身のこなしが軽く、壁を登ることができる。群れで行動し、倒しても無尽蔵に出現する場合が多い。
リーデッド (Redead)
ゾンビ。近づくと不気味な悲鳴をあげこちらの動きを封じ、捕縛しようと近づいてくる。捕縛されるとライフをどんどん奪われてしまう。
光を当てると、一時的に動きを封じることが可能。
ポウ (Poe)
幽霊。普段は半透明で実体を持たないが、一定時間光を浴びせると実体化し、ダメージを与えられるようになる。
グヨーグ (Gyorg)
サメのような魔物。前作ではボスだったが、本作では雑魚敵に降格している。赤獅子の王に乗った状態だと、避けようが海域が変わろうがしつこく追いかけてくる。
シーハット(seahat)
プロペラと大きく裂けた口を持つ、巨大なフグのような魔物。海上に出現する。プロペラはブーメランで切断することが可能。
ビーモス (Beamos)
神の塔の警備機械。リンクが近づくとレーザーで攻撃してくる。このキャラは写し絵でフィギュアにすることができない。青色と赤色の2種類が存在し、前者は一方向にしかレーザーを照射できないが、後者はすべての方向に照射できる。
フロアマスター (Floormaster)
手のモンスター。普段は闇の空間に姿を隠しているが、リンクや冒険に同行している仲間が近づくと正体を現し、捕まえてさらおうとする。さらわれるとダンジョン内の特定の場所に強制的に移動させられてしまう。稀に近づいても反応しない場合もある。
ファントムガノン
ガノンドロフの分身のような存在。魔獸島やガノン城で中ボスとして登場する。
空中にいる時は光弾や拡散誘導弾、地上にいる時は大剣で攻撃する。光弾は剣で撃ち返すことができ、撃ち返した光弾がファントムガノンに命中すると大きな隙ができる。
このモンスターとの戦いのみ、他の中ボス戦とは異なる専用のBGMが流れる。
ダイオクタ
特定の海域に出現する、多数の目を持つ超巨大なイカの魔物。渦潮を起こしてリンクを引き寄せ、吸い込んでどこか遠くへ飛ばしてしまう。
目が弱点で、飛び道具で全て潰すと倒すことができる。

### ボスキャラクター
ゴーマ (Gohma)
「竜の山のほこら」のボス。ヴァルーにいたずらをしかけていた犯人で、マグマの中に棲む巨大な甲殻虫。鋭い爪や炎の息で攻撃をしかける。
カーレ・デモス (Kalle Demos)
「禁断の森」のボス。森の地下に生えている巨大な花。天井からツルでぶら下がり、数多の太い触手を操る。
裁定者 ゴードン (Gohdan, The Great Arbiter)
「神の塔」のボス。頭・右手・左手の3つのパーツからなる巨大な石像。それぞれのパーツが独立して動き、空中からパンチやビームを放ってくる。
大怪鳥 ジークロック (The Monstrous Helmaroc King)
「魔獣島」のボス。テトラやアリルをさらった、仮面を被った怪鳥。魔獣島の頂上に住むガノンドロフを護衛するために登場する。空からのパワフルな攻撃を得意とする。
封印の守護者 ジャイ・ハーラ (Jalhalla, Protector of the Seal)
「大地の神殿」のボス。カンテラを持った巨大な亡霊。呪いや炎を使った特殊な攻撃をする。その正体は15匹の「ポウ」が合体したもので、ジャイ・ハーラを攻撃して分裂させ、構成要素であるポウを全滅させれば勝利となる。
封印の守護者 モルド・ゲイラ (Molgera, Protector of the Seal)
「風の神殿」のボス。巨大アリ地獄の底に棲む竜。普段は砂の中で獲物を待ち構えているが、空を飛ぶこともできる。
クグツガノン（Puppet Ganon）
巨大な操り人形。一定数ダメージを与える度に大豚→クモ→ヘビといった3つの形態に変化する。
ガノンドロフ (Ganondorf)
本作の最終ボス。魔術と剣術に優れ、今作では2本の刀を使った力強い攻撃でリンクを圧倒する。ハイラルで暴虐の限りを尽くして人々を困らせていたが、神々の怒りを買ってハイラルごと海の底に沈められてしまう。

### その他
テリー
海上の至る所でテリーショップを経営する男。物語中盤に貰える「テリーマップ」で居場所を確認することができる。
魚男
各島々の周りの海でジャンプをしている魚。万能エサを与えることで、冒険に必要な情報を教えてくれる。
フーチン
カエルのような姿をした風の神様で、竜の島の風のお社に石碑がある。風の唄を習得すると現れる。
ライチン
フーチンと同じく風の神様。フーチンの弟で、自分の石碑を壊された事に怒り海上で竜巻を起こしている。勇者の弓を手に入れた後、イベントをクリア後に疾風の唄を教えてもらう事ができる。

## アイテム

### 装備アイテム
勇者の剣 (Hero's Sword)
物語前半で使用する剣。アリルを助けるために赤シャチから譲り受けた。
マスターソード (Master Sword)
かつて時の勇者が使っていた伝説の剣で、物語後半で使用する。勇者の剣よりも攻撃力が高くリーチも長い。入手して間もない頃は退魔の力を失っている。退魔の力を取り戻すと、鍔が開き、宝石と刀身が光るようになる。
勇者の盾 (Hero's Shield)
物語前半で使用する盾。もとはリンクの家に飾られてあったもの。
ミラーシールド (Mirror Shield)
物語後半で使用する盾。光を反射することができる。
海賊のお守り (Pirate's Charm)
魔獣島に潜入する際にテトラがリンクのポケットに忍ばせておいた不思議な石。石を通して相手の様子がわかるというもので、特定のポイントに進むとAボタンのアイコンが変化し、ボタンを押すとテトラや赤獅子の王からヒントを聞くことができる。
元々はハイラル王家に伝わるゴシップストーンを磨いてハイラル王が作らせた物であり、赤獅子の王も使うことができるのもそのためである。
パワーリスト (Power Bracelet)
巨大な岩などを持ち上げられるようになる。
勇者のお守り (Hero's Charm)
敵の残りヒットポイントをメーターで表示する。

### アイテムボタンにセットして使用するアイテム
望遠鏡 (Telescope)
遠くにあるものをはっきりと見ることができる。
船の帆 (Sail)
船上で使うと、風に乗って海上を進める。
風のタクト (Wind Waker)
本作の最重要アイテム。決められた順番に振ることで、様々なことが起こる。
カギづめロープ (Grappling Hook)
竜の島のほこらの中ボス戦後に手に入る。特定の棒などに引っ掛けて、足場から足場へ渡ったり、ロープを伝って上にのぼるのに利用する。また、L注目して使えば、敵から特定のアイテムなどを奪い取ることができる。船上でつかうとサルベージ用のクレーンになる。
チンクルシーバー (Tingle Tuner)
ゲームボーイアドバンスとの連動により、チンクルと協力プレイができる。
写し絵の箱 (Picto Box)
写し絵を撮ることができる。最初はモノクロだが、条件を満たすと「写し絵の箱DX」になり、カラーの写し絵が撮れる。
GC版では写し絵を最大3枚まで保存できる。
ヘビィブーツ (Iron Boots)
履くと体が重くなり、強風に押し戻されなくなる。また、重みによって作動する仕掛けも存在する。装備中は足がかなり遅くなるので注意。
マジックシールド (Magic Armor)
ダメージを受けなくなるが、使用中は常に魔法力を消費する。ただし、あくまでHPが減らなくなるだけでありそれ以外の副作用(例えば溶岩に落ちた際に気絶して直前の地点からやり直しになるなど)を防ぐ効果はない。
あきビン (Empty Bottle)
クスリや妖精を入れて持ち歩くことができる。ゲーム進行時に必ず1つ入手し、最大4つ入手可能。
ブーメラン (Boomerang)
投げると遠くへ飛んでいって、リンクの手元に戻ってくる。仕掛けを作動させるほか、敵に当てると一定時間気絶させることができる（弱い敵なら倒せるものもいる）。かなり精度が高く、L注目かロックオンができればほぼ命中する。本作より最大5つまで同時に狙いを定められるようになった。
勇者の弓 (Hero's Bow)
狙いを定めて矢を放つ。
ゲームを進めるうちに炎の矢・氷の矢・光の矢が手に入る（それぞれ使用するごとに魔法力を消費）。炎の矢は離れた場所にある燭台に火をつけたりでき、氷の矢は敵を凍らせることができる（凍らせた敵は持ち上げて投げるだけで倒せるようになる）。光の矢はボス以外のほとんどの敵を一撃で倒すことができる。
フックショット (Hookshot)
特定の的木に打ち込むことでその場所まで移動できる。L注目して使うと対象まで正確に飛ぶようになる。敵に当てると軽い敵なら引き付けることができる。しかし、タートナックやモリブリンなどの重い敵に対して使うと自分が引き寄せられてしまう。また、さまざまな場所に刺さるため、赤獅子の王に乗った状態で島の木などに刺すと海を泳ぐことなく上陸できる。赤獅子の王にも刺すことができる。
デクの葉 (Deku Leaf)
地上で使うと風を起こし、敵や物を吹き飛ばす。空中では魔法力を消費し、風に乗って滑空できる。飛び立った地点より高い場所に行くには上昇気流を利用する必要がある。
バクダン (Bomb)
投げたり置いたりして一定時間が経つと爆発して、敵にダメージを与えたり岩を破壊することができる。海上では大砲に変化する。
ハンマー (Skull Hammer)
武器として使用できるほか、障害物を破壊したり特定のスイッチを押すことができる。両手持ちの武器だが、盾と同じようにガードも可能（L注目時）。
エモノ袋 (Spoils Bag)
敵を倒したときに入手できるアイテムを保管する袋。特定の場所で別のアイテムに交換することもできる。
エサ袋 (Bait Bag)
動物のエサを入れておく袋。島の上空を飛ぶカモメを操作できるようになる「ヒョイの実」と、さまざまな動物に効果がある「万能エサ」の2種類がある。
配達袋 (Delivery Bag)
人からもらったり、イベント用のアイテムを保管する袋。

## タクトの効果
風の唄 (Wind's Requiem)
風向きを好きな方向に変えることができる。
疾風の唄 (Ballad of Gales)
特定の場所にワープできる。船に乗っていないと使えない。
操りの唄 (Control Melody)
特定の人や物に乗り移って操作できる。
地神の唄 (Earth God's Lyric)
大地の賢者の血を継ぐ者を目覚めさせる。
風神の唄 (Wind God's Aria)
風の賢者の血を継ぐ者を目覚めさせる。斬ってしまった看板を修復することもできる。
昼夜の唄 (Song of Passing)
昼と夜を逆転させる。

## ダンジョン
竜の山のほこら（英：Dragon Roost Cavern）
溶岩の煮えたぎる火山のダンジョン。頂上にはヴァルーという竜の精霊が棲んでいる。内部は灼熱の溶岩で満たされており、水や岩など様々なものを駆使して溶岩を避けながら進む。また、山の外壁は足場が悪く、転落の危険性が高い。竜の島ではほこらの頂上まで行ってヴァルーに羽を授けてもらうのが成人の儀式とされていたが、ゴーマによってヴァルーが正気を失い、山が荒れて儀式を行えなくなっている。
中ボス：ボコブリン、モリブリン
ボス：ゴーマ
禁断の森（英：Forbidden Woods）
茨の森で覆われた危険な島。海面から高く突き出すようにそびえている。森の中は獰猛な食虫植物や昆虫の住処になっている。床が抜けて上下の階層が繋がっている部屋が多いため、ブイババや風を利用して空中を移動することが多くなる。地下には毒の沼が広がっている。昔は禁断の森にも人が住んでいたが、魔物の侵攻で住処を追いやられて森の島本島へ移住した。それ以降、人々は禁断の森を恐れて近づかないようになった。
中ボス：ガモース
ボス：カーレ・デモス
神の塔（英：Tower of the Gods）
神が勇者の実力を試す試練の塔。木の枝のように細かく分岐した部屋の構造が特徴。下層部は海中に沈んでおり、波の力で水位が上下するのを利用して進む。後半はタクトを使って3体の石像を中央の部屋に運ぶ。
神の塔は北の三角島・東の三角島・南の三角島を繋いでできる正三角形の中心にあるが、神の力によって海に沈められてしまって入ることはできない。だが、3種の神珠を然るべき場所に収めれば海上に浮き上がってくる。
中ボス：タートナック
ボス：裁定者ゴードン
魔獣島（英：Forsaken Fortress）
ガノンドロフに支配された魔の要塞島。島全体が正五角形の形をしている。常に暗い闇に覆われ、船乗りたちは不気味がって近寄ろうとしない。一時期、ハイリア族の少女たちが魔獣島に連れ去られてしまう事件が起こった。リンクの妹・アリルもその被害者。
魔獣島には作中で2度訪れることになる。1度目の探検ではリンクは剣を落として攻撃手段を失ってしまうため、「見張りに見つからないようにして島の奥に進む」という変則ルールでプレイすることになる。2度目の探検では、本格的に中ボスやボスと戦ってアリルを救出する。
中ボス：ファントムガノン
ボス：ジークロック
大地の神殿（英：Earth Temple）
大地の島の地底深くに眠る神殿。全体的に照明は暗く、ダンジョンアイテム・「ミラーシールド」を使って光を操り、仕掛けを動かして進む。この神殿にはリーデッドやポウなど幽霊のような敵が登場する。また、このダンジョンは大地の賢者・メドリと共に攻略することになる。メドリは空を飛んだり竪琴で光を反射したりできる。この能力をうまく利用し、リンクとメドリを並行して動かす。
大地の神殿の至聖所で賢者が祈りを捧げることで、マスターソードに退魔の力が宿るという伝説がある。
中ボス：スタルフォス
ボス：封印の守護者ジャイ・ハーラ
風の神殿（英：Wind Temple）
風の島の内部の洞窟にある神殿。明るいレンガ調の建築が特徴。中は突風が吹き荒れており、床が抜けて上下の階が繋がっている場所が多く、空中移動の機会が増える。敵もピーハットやウィズローブなど空中戦に対応したものが多い。このダンジョンは風の賢者・マコレと共に攻略することになる。マコレは空を飛んだり木を生やしたりできるので、この能力を活かして攻略することになる。
風の神殿の至聖所で賢者が祈りを捧げることで、マスターソードに退魔の力が宿るという伝説がある。
中ボス：召喚ウィズローブ
ボス：封印の守護者モルド・ゲイラ
ガノン城（英：Ganon's Tower）
神々の怒りに触れて海底に沈められた暗黒の城。前半は4つの通路を突破して今までのボスと再戦し、後半はファントムガノンの迷路を抜けて先に進む。ガノン城にはゲーム中に登場した様々な仕掛けが凝縮されているので、今まで使ってきたテクニックを総動員させて攻略する必要がある。
中ボス：ファントムガノン
ボス：クグツガノン、ガノンドロフ

## イベントなど

### フィギュア
サブイベント。アイテム「写し絵の箱DX」を使って人物・動物・モンスターを撮影し、森の島にあるニテン堂ギャラリーでフィギュアにしてもらうというもの。写し絵は原則としてカラーのみを受け付けており、被写体をしっかりと捉えている必要がある。フィギュア製作にかかる時間はおよそ1日。
フィギアはおおまかに3種類に分けられる。
- いつでも撮れるもの。ほとんどがこれに属する。なお、出現条件が特殊なナックルのみコンプリートの条件から外れている。モリブリンやタートナックなど色違いや姿違いがいる敵キャラクターはフィギュアが一種類のみの場合と複数のフィギュアが用意されている場合がある。
- 期限が決められているもの。一部主要キャラクターやボスキャラなどに多い。例えば、ボスキャラのように、倒してしまうなど、ある一定の期限が過ぎると撮影できなくなるものがこれに分類される。ごく一部ではあるが普通の住人にも該当者が存在する。
- 伝説の写し絵。イベントシーンでしか登場しない人物など、ストーリーの進行上自分では撮影できないものがこれに分類される。タウラ島にいるゲンゾーから50ルピーで譲ってもらう必要がある。セピア色だが、そのまま持っていって問題ない。

### 2周目のプレイ
本作はクリア後にセーブすることにより、2周目をプレイすることが可能である。2周目では以下のような変更点がある。なお、ステータスはニテン堂フィギュア関連以外のものは全てリセットされ、難易度の上昇といった要素もない。
- ファイル表示の背景色が金色に近い。
- リンクが、普段着のまま冒険に出る（正確には「正直者にしか見えない服」を着ている）。また、正直者ではないキャラクターの一部台詞(リンクの容姿に関係するもの)が変更されている。[10]
- アリルの服装が最初から海賊服になっている。
- ヴァルーやデクの樹、ジャブーの会話が、ハイラル語からカタカナへと変換されている。

以下は、1周目である条件を満たしているときのみ。
- 写し絵の箱DXを最初から所持している。
- ニテン堂が最初からオープンしており、フィギュアは1周目のものを引き継ぐ。1周目に撮り逃した写し絵を再度取得することも可能。

## スタッフ
- ディレクター
  - 青沼英二
- プロデューサー
  - 宮本茂
  - 手塚卓志
- 音楽
  - 永田権太（メインコンポーザー）
  - 若井淑（主に戦闘曲を担当）
  - 峰岸透
  - 近藤浩治

## 評価
主な受賞
- GameSpot's 2003 Game of the Year
  - Game of the Year
- 第7回 CESA GAME AWARDS
  - GAME AWARDS 2002-2003優秀賞
- 第18回デジタルコンテンツグランプリ
  - キャラクター賞
- BAFTA Games Awards 2004
  - ADVENTURE
- 7th Annual Interactive Achievement Awards
  - Outstanding Achievement in Art Direction
- 2004 ゲーム・デベロッパーズ・チョイス・アワード
  - Excellence in Visual Arts

## ゼルダの伝説 風のタクト HD
『ゼルダの伝説 風のタクト HD』（ゼルダのでんせつ かぜのタクト エイチディー、英題：The Legend of Zelda: The Wind Waker HD）は、2013年9月26日に発売されたWii U用アクションアドベンチャーゲーム。ゲームキューブ版をハイビジョン化し、リメイクした作品である。
時のオカリナ 3Dと同様に期間中にクラブニンテンドーにポイントを登録した人を対象に、サウンドセレクションCDがプレゼントされた。

### 追加、変更点
グラフィックの向上、ハイビジョン化
グラフィックが1080pのフルHDになり、ゲームキューブ版より映像がくっきりと鮮明になった為、表現出来る幅が大きく広がった。
ジャイロセンサー
狙いを定めて使用するアイテムや主観視点などは、Wii U GamePadを動かす事により、ジャイロセンサーでの操作を行う事が出来る。
アイテムの追加、変更
システムの向上により、船の速度をゲームキューブ版の2倍にする事ができる「快速の帆」が登場している。
「タクト」を振るムービーが短縮されている。
チンクルから貰えるアイテムが「チンクルシーバー」から「チンクルボトル」に変更された。ボトルに手紙を入れ、海へ流す形でMiiVerseに投稿でき、投稿されたMiiVerseは他のユーザーの遊んでいるゲーム内の海岸に流れ着く。
「写し絵の箱」は、DXにアップグレードするためのイベントが短縮。一度に保存できる写真の枚数が12枚に増えている。さらに、撮った写真がフィギュアに適しているかどうか判別が付く。また、主人公を撮影出来るようになった。撮影した写し絵をチンクルボトルでMiiVerseに投稿することもできる。
「弓矢」「ブーメラン」を使う際、主観視点での移動が出来るようになった。
「帆」「タクト」「サルベージアーム」「大砲」の4つのアイテムはアイテムボタンにセットせずに使用出来るようになった。
「かぎづめロープ」が杭に巻き付くムービーや、サルベージのムービーが短くなっている。
「森の水」の効果が持続する時間が延長されている。
「マジックシールド」はMPでなくルピーを消費するよう変更がなされた。
「バクダン」は大砲使用時に砲弾の放物線や着弾点が表示されるようになった。
音楽
Wii Uの音源に合わせて全て打ち込み直されている。
本編での変更点
「辛口モード」の追加。仕様は『スカイウォードソード』と同様で、一周目から選択可能。ファイル画面でノーマルと辛口をいつでも切り替えられる。
一部ムービーが置き換えされていたり、新しいものが挿入されていたりする。
Wii U版は日本国外版を元にHDリメイクされた為、オリジナルの日本版とは異なる箇所がある。
一部のセリフがWii Uの仕様に合わせて変更されている。
トライフォース集めのイベントが簡略化されている。
一部の宝箱の中身やアイテムの入手場所が変更されている。
魚男からの情報を海図画面で確認できる。

### スタッフ（HD版）
- プロデューサー
  - 青沼英二
- ディレクター
  - 岩本大貴
- HDリファイニング・アートディレクター
  - 滝澤智
- HDリファイニング・プログラムディレクター
  - 堂田卓広
- グラフィックデザイン
  - 有本正直
  - 伊藤晴康

## 関連商品
ゼルダの伝説風のタクト リンクの4コマ航海記（ÖYSTER、双葉社、2003年）
唯一の公式コミック。ニンテンドーキッズにて連載された。4コマ漫画で、絵柄は原作に忠実に描かれている。
ゼルダの伝説～風のタクト～オリジナル・サウンド・トラックス
本作の音楽が全曲収録されたサウンドトラック。2枚組み。2003年3月31日にサイトロン・デジタルコンテンツより発売された。
また『風のタクト』発売時に予約キャンペーンを実施することとなり、『ゼルダの伝説 時のオカリナGC』、『ゼルダの伝説 時のオカリナGC 裏』、新作情報を収録した特典ディスクが用意された。
新作情報に収録されたタイトルは以下の通り。
- マリオパーティ4
- バイオハザード0
- キン肉マンII世 新世代超人VS伝説超人
- ミスタードリラードリルランド
- F-ZERO GC（仮称） - 後のF-ZERO GX
- バイオハザード4 - 没バージョンの映像
- DEAD PHOENIX（デッド フェニックス） - 開発中止。開発：カプコン。
- ビューティフル ジョー
- P.N.03 - 主人公が銃で攻撃する仕様だった頃の映像。
- killer7
- ゼルダの伝説 神々のトライフォース&4つの剣
- ファイナルファンタジータクティクスアドバンス

なお、北アメリカでは『風のタクト』の予約特典として、または「The Wind Waker GameCube pack（ゲームキューブプラチナカラー、風のタクト、特典ディスクのセット）」の購入特典として配布された。またヨーロッパでは『風のタクト』の初版分すべてに購入特典として同梱された。